# 구드뢰드 우어 이바르
구드뢰드(고대 노르드어: Guðrøðr), 게일어로는 고프라드 우어 이마르(아일랜드어: Gofraid ua Ímair, ? ~ 934년)는 10세기 초 더블린과 요르비크를 지배한 바이킹 지도자이다. 이바르의 손자로서 이바르 왕조의 일원이다. 구드뢰드는 902년 에린의 게일인들에 의해 바이킹 노르드인들이 더블린에서 쫓겨났을 때 도망간 사람들 중 한 명이었던 것 같으며, 그 이후 친척 뢰근발드 우어 이바르가 요르비크(노섬브리아)를 정복하는 것을 도왔다. 같은 시기 또다른 친척 시그트뤼그 카흐는 더블린을 탈환하고 더블린 왕이 되었다. 뢰근발드가 920년에 죽자 그 이듬해 시그트뤼그가 더블린을 떠나 요르비크로 와서 왕이 되었고, 구드뢰드가 더블린으로 가서 시그트뤼그의 후임자로 왕위에 올랐다. 시그트뤼그의 치세 초기는 에린 토착 게일인들에 대한 공세로 주로 이루어져 있다.
시그트뤼그 카흐가 927년 사망하자 구드뢰드는 요르비크로 가서 왕이 되었고 더블린은 아들들에게 나누어 맡겼다. 그러자 시그트뤼그의 아들들이 화가 났고, 그들은 "헬기의 아들들(아마 리머릭의 토리르 헬가손을 가리키는 듯)"과 연합하여 더블린을 공격했다. 이때를 시작으로 더블린과 리머릭의 바이킹들의 분쟁은 937년까지 10년간 지속되었다. 구드뢰드의 요르비크 지배 시도는 성공적이지 못했으며, 6개월만에 앵글로색슨인 군주 애설스탠에게 축출당했다. 구드뢰드는 더블린으로 돌아와서 시그트뤼그의 아들들을 쫓아내고 더블린의 왕위를 재확인했다. 에린으로 돌아온 뒤 구드뢰드는 킬데어, 둔모르 등에 대한 공격 원정에 나섰다. 931년 구드뢰드는 국경 근처 라그너 벌판의 리머릭 바이킹 주둔지를 몸소 공격했다. 구드뢰드는 934년 병으로 죽었고 왕위는 그 아들 올라프 구드프리다르손이 계승했다.
| 시그트뤼그 카흐 | 제8대 더블린 국왕 921년–934년 | 올라프 구드프리다르손 |

| 시그트뤼그 카흐 | 제11대 요르비크 국왕 927년 | 애설스탠 |

| 시그트뤼그 카흐 | 제3대 밝은 이방인과 어두운 이방인의 왕 927년–934년 | 올라프 구드프리다르손 |